# Jürgen Ziemer
Jürgen Ziemer (* 20. Oktober 1937 in Gollnow, Kreis Naugard) ist ein deutscher evangelisch-lutherischer Theologe.

## Leben
In der Stadt Gollnow in Pommern als Sohn des altlutherischen Pfarrers Gotthold Ziemer geboren, lebte Ziemer nach der Flucht 1945 in Rinteln, Hattendorf, Angermünde, Greifswald und schließlich Rostock, wo er 1955 das Abitur ablegte. Er studierte von 1955 bis 1960 evangelische Theologie in Greifswald und Halle an der Saale. Nach dem Vikariat und der Ordination 1966 war er als Pfarrer in der Erlöserkirchgemeinde in Leipzig tätig. 1967 wurde er in Halle bei Konrad Onasch (Konfessionskunde der Orthodoxie) promoviert. Von 1980 bis 1992 war er Dozent für Praktische Theologie am Theologischen Seminar Leipzig. Nach der Habilitation 1991 für das Fach Praktische Theologie an der Theologischen Fakultät Halle und der Zusammenführung der Kirchlichen Hochschule mit der Theologischen Fakultät der Universität Leipzig lehrte er an letzterer von 1992 bis zu seiner Emeritierung 2003 als Professor für Praktische Theologie.
Zu den Schwerpunkten seiner Forschung gehören Seelsorge, Pastoralpsychologie, Gemeindeaufbau, Kirche und Spiritualität in der säkularen Welt sowie Wüstenmönchtum.

## Schriften (Auswahl)
- Christlicher Glaube und politisches Handeln während der Perserkriege des Kaisers Herakleios. Eine Untersuchung zu Gestalt und Grundlagen der „politischen Theologie“ im oströmischen Reich. Halle an der Saale 1967, OCLC 74064519.
- Trennung vor der Zeit. Ehescheidung im Gespräch. Leipzig 1992, ISBN 3-374-01408-9.
- mit Günther Schulz: Mit Wüstenvätern und Wüstenmüttern im Gespräch. Zugänge zur Welt des frühen Mönchtums in Ägypten. Göttingen 2010, ISBN 978-3-525-67002-6.
- Seelsorgelehre. Eine Einführung für Studium und Praxis. Göttingen 2015, ISBN 3-8252-4319-2.